# Palenica Lendacka
Palenica Lendacka (słow. Pálenica, 1175 m) – najdalej na południe wysunięty szczyt słowackiej Magury Spiskiej. Jego zachodnie stoki opadają do doliny Bielskiego Potoku oddzielającej go od Tatr, południowe do Kotliny Popradzkiej, wschodnie do doliny Rieki.
Pálenica wznosi się nad miejscowościami Tatranská Kotlina i Lendak. Jest częściowo porośnięta lasem, ale duża część jej stoków jest trawiasta. Masyw zbudowany jest z wapieni i iłowców, a w dolnej części południowo-zachodnich stoków – z dolomitów. Budowa geologiczna Palenicy Lendackiej jest zbliżona do sąsiadujących z nią Tatr Bielskich – z tego powodu w piśmiennictwie słowackim na ogół włączana jest w obręb tego pasma górskiego.
Dzięki odkrytym terenom i dużemu spadkowi stoków jest wykorzystywana przez paralotniarzy jako startowisko. Nazywana bywa przez nich Lendakiem – to nazwa pochodząca od tego, że startują ze zboczy wznoszących się nad tą miejscowością. Korzystne są tutaj dla paralotniarzy warunki do startu przy wietrze południowo-wschodnim. Termika jest dobra.